# Charlotte Knights
De Charlotte Knights is een Minor league baseballteam uit Charlotte, North Carolina. Ze spelen in de South Division van de International League. Hun stadion heet BB&T Ballpark. De club is onderdeel van de Chicago White Sox.

## Historie
Charlotte kent een lange honkbalgeschiedenis. Al in 1901 zag de eerste honkbalclub het levenslicht in de zuidelijke staat, toen de Charlotte Hornets werden opgericht in de Queen City. Tussen het eerste seizoen van de club en de eeuwwisseling won de organisatie 15 kampioenschappen, behaalde zij 31 keer de playoffs en maakte zij eenmaal haar opwachting in de Las Vegas Triple-A World Series. Het merendeel van de titels behaalde de club als de Charlotte Hornets. Elfmaal mochten de Hornets de kampioensvlag hijsen, onder meer als kampioen van de Carolina League (1902 en 1916) en de South Atlantic League (1923).

### 1901 - 1972
Tot 1937 waren de Charlotte Hornets een onafhankelijke vereniging, maar in dat jaar kocht Major League club Washington Senators (nu: Minnesota Twins) de club. Na een flink aantal jaren in de onderste regionen van de Minor League te hebben doorgebracht, voegde de club zich in 1954 bij de Class A South Atlantic League. In 1963 werd de South Atlantic League een Class AA competitie en de naam werd in 1964 veranderd in Southern League. In 1972 werden de Hornets omgedoopt tot de Twins, maar toen Major League club Minnesota Twins besloot de samenwerking met Charlotte te beëindigen, werden de Charlotte Twins opgeheven.

### 1976 - heden
Het duurde een paar jaar voordat het honkbal weer terugkeerde in Charlotte. Worstelpromotor Jim Crockett Jr. kocht de Asheville Orioles in 1976, verplaatste de club naar Charlotte en hernoemde de vereniging Charlotte Orioles. De club bleef onderdeel van Major League Organisatie Baltimore Orioles en speelde in Class AA. In 1980 en 1984 won Charlotte de titel in de Southern League, dankzij de toekomstige supersterren Eddie Murray en Cal Ripken. In 1985 brandde het stadion in Charlotte volledig af. Het tijdelijke stadion dat werd gebouwd was een bouwval en de fans bleven massaal weg. In 1987 kocht George Shinn, eigenaar van NBA-basketbalclub Charlotte Hornets, de honkbalclub en hij beloofde de organisatie weer op te bouwen. In 1988 doopte Shinn het team de 'Knights' en het stadion Knights Park. Het seizoen erna werd de samenwerking met de Baltimore Orioles na 13 jaar beëindigd en werd de club onderdeel van de Major League Chicago Cubs.
In 1990 betrok de club Knights Stadium, waar het nog een paar jaar speelde als Class AA team voor de Cubs. In 1993 wisten de eigenaren van de Knights een plekje op een hoger niveau te bemachtigen. De naam Charlotte Knights verhuisde naar het AAA-niveau om in de International League een nieuwe club te beginnen. 

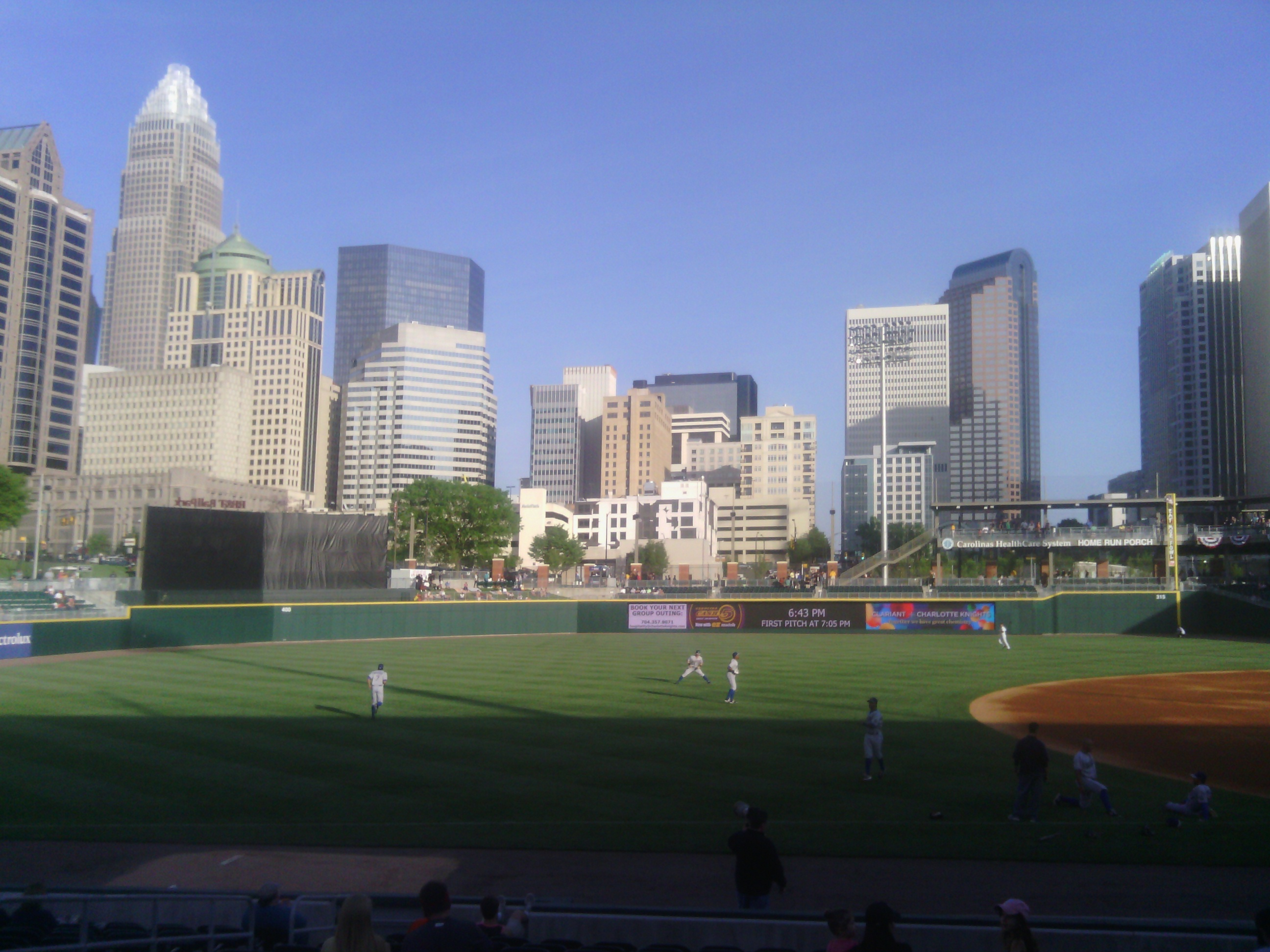
BB&T Ballpark in Charlotte, North Carolina

Het voormalige Knights team verhuisde eerst naar Nashville, Tennessee en vervolgens naar Mobile, Alabama, waar de club tot op de dag van vandaag speelt onder de naam Mobile Bay Bears. 
De nieuwe AAA Charlotte Knights wonnen, onder aanvoering van toekomstige Major League-supersterren Jim Thome en Manny Ramírez, de International League in 1993. Van 1995 tot 1998 was Charlotte Knights onderdeel van de Florida Marlins Major League organisatie. In 1998 verkocht George Shinn de club aan Don Beaver, die de club aanbood aan de Chicago White Sox. Vanaf 1998 zijn de Charlotte Knights het AAA team van de club uit Chicago.
In 2014 opende de Knights hun nieuwe, $54 miljoen kostende stadion, BB&T Ballpark. Het nieuwe stadion ligt vlak bij het stadion van NFL American Footballclub Carolina Panthers, wat voor een nieuwe toestroom aan Knights-fans moet gaan zorgen. Om de make-over compleet te maken, veranderde de Knights de clubkleuren van groen/wit naar zwart/zilver, wat meer bij de kleuren van de White Sox past.

## Major League Connecties
- Baltimore Orioles (1976–1988)
- Chicago Cubs (1989–1992)
- Cleveland Indians (1993–1994)
- Florida Marlins (1995–1998)
- Chicago White Sox (1999–heden)